# 33 FC
A 33 FC, 33 Football Club, 1900-ban alakult óbudai labdarúgócsapat volt, amely 1958-ban megszűnt, majd 2011-ben újjáalakult. Beceneve Harihárom volt.

## Története
1900-ban 33 sportbarát alakította a csapatot Óbudán „33” Football Clubja néven. A klubnak saját pályája nem volt.
Az 1926-27-es idénytől bevezetett professzionális bajnokságban a klub Budai 33 FC néven indított csapatot. Rövid időn belül vita tört ki az amatőr sportegyesület és a profi labdarúgócsapat vezetői közt a névhasználatról. Bírósági döntés által a professzionális csapat nem használhatta tovább a Budai 33 FC nevet, 1929-től Budai 11 néven folytatták szereplésüket, immár függetlenül a "33" FC nevén amatőr csapatot továbbra is működtető klubtól. Az 1938-as kiesést követően a klub soha többé nem jutott vissza az élvonalba, a háború után pedig teljesen jelentéktelenné vált, majd megszűnt.
1924-ben választmányi tag, 1931-ben alelnök lett a klubnál id. Würtzler Béla hegedűs, a Ganz és Társa Rt. egyik cégvezetője.
Összesen 20 labdarúgó lett válogatott a színeiből.
A csapat Budai 11 néven sokáig a Ferencváros tartalékcsapataként működött.
A klub 2011-ben újjáalakult, és egyből megnyerték a BLSZ IV-et. Az újjáalakult klub gerincét néhány kispályás társaság, és NB III-as csapatát különböző okok miatt elhagyó fiatal labdarúgó alkotta.
Az élvonalban 28 idényen át szerepelt:
- 1902 és 1906-1907 között 5 idényen át
- 1910-1911 és 1920-21 között 9 idényen át
- 1923-1924-es idényben újoncként búcsúzott
- 1925-1926 és 1937-1938 között 13 idényen át

Legjobb eredménye, legelső idényében az 1902-es harmadik hely volt.
Névváltozásai:
- 1900-1926: 33 FC
- 1926-1929: Budai 33 (labdarúgó profi korszak csapatneve)
- 1929-1949: Budai 11
- 1949-1957: Ganzvillany (a csapat színe ekkor piros-kékre változott)
- 1957-1958: Dohánygyár

## Játékosok

### Jelenlegi keret
2016. január 1-jén
| No. |              | Poszt | Játékos           |
| --- | ------------ | ----- | ----------------- |
| 1   | Magyarország | K     | Vincze Zsolt      |
| 4   | Magyarország | V     | Babicz Balázs     |
| 6   | Magyarország | V     | Schulteisz Bálint |
| 9   | Magyarország | V     | Zakor Béla        |
| -   | Magyarország | V     | Bán Zoltán        |
| 16  | Magyarország | V     | Akli Balázs       |
| 15  | Magyarország | K     | Murányi Domonkos  |

| No. |              | Poszt | Játékos         |
| --- | ------------ | ----- | --------------- |
| 11  | Magyarország | K     | Főfai Balázs    |
| 5   | Magyarország | K     | Veit Péter      |
| 8   | Magyarország | K     | Ribényi Máté    |
| 18  | Magyarország | K     | Bokor Zsolt     |
| 20  | Magyarország | K     | Domiter Péter   |
| 24  | Magyarország | K     | Vargyas Szilárd |
| 25  | Magyarország | K     | Molnár József   |
| 7   | Magyarország | K     | Bellon Péter    |
| 10  | Magyarország | CS    | Babicz Péter    |
| 14  | Magyarország | CS    | Bóta Dávid      |

#### Szakmai stáb
| Név            | Beosztás         |
| -------------- | ---------------- |
| Kelényi Gábor  | elnök            |
| Ribényi Attila | technikai vezető |
| Ribényi Máté   | alelnök          |

### Híres játékosok

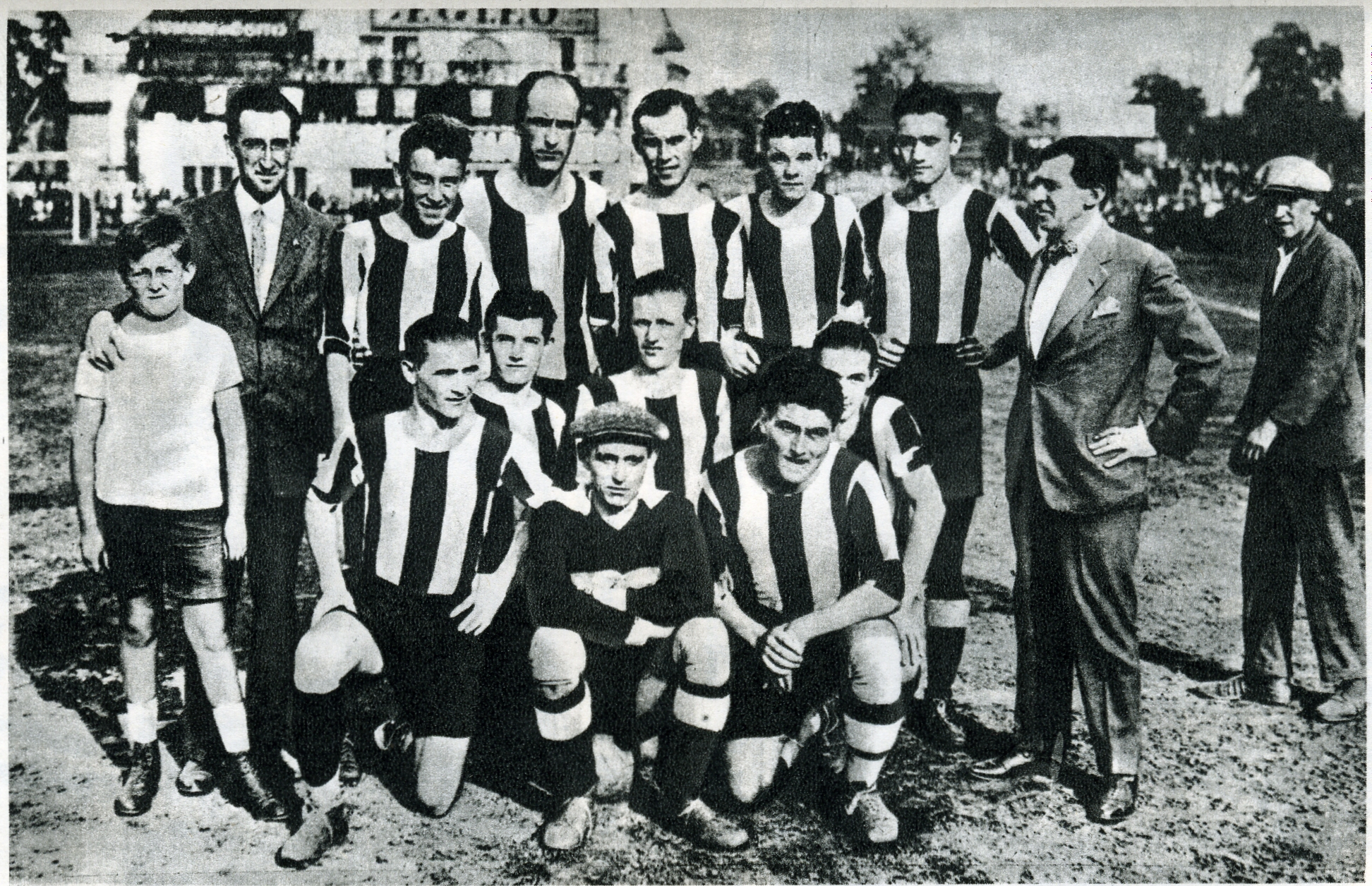
1929 ősz: Budai 33 – Bástya 7–0
Álló sor (balról): Faragó Lajos vezető, Schmidt János, Orth György, Ember József, Lyka Antal, Kovácsy Béla
Középső sor: Czupmft, Kaltenecker Pál, Steiner Miklós
Első sor: Oláh, Lantos, Löwy Jenő

A klub összes Wikipédia-szócikkel rendelkező labdarúgója megtalálható a Kategória:A 33 FC labdarúgói kategóriában!
* a félkövérrel írt játékosok rendelkeznek felnőtt válogatottsággal.
| - John Watkins - Biri János - Bosnyákovits Károly - Ember József - Fekete Jenő - Győri József - Hajós Henrik - Himmer Rezső - Hóri György - Hungler János - Kárpáti Pál - Kehrling Béla - Kiss Gyula | - Koch Nándor - Kovács Lajos - Kovácsy Béla - Ligeti Jenő - Lutz Lajos - Lyka Antal - Magda Béla - Mandl Frigyes - Müller Ferenc - Orth György - Pipa István - Polgár Gyula - Pósa Béla | - Rökk Ede - Sáros Miklós - Schlosser Imre - Schmidt János - Steiner Bertalan - Székány Géza - Sztancsik József - Titkos Pál - Vanicsek József - Zloch Gyula - Zsák Károly |